# Little Florentine River
Der Little Florentine River ist ein Fluss im Südwesten des australischen Bundesstaates Tasmanien.

## Geografie
Der etwas mehr als zehn Kilometer lange Little Florentine River entspringt an den Westhängen des Mount Mueller, einem Berg im äußersten Norden des Southwest-Nationalparks. Von dort fließt er nach Norden, unterquert die Gordon River Road und mündet rund drei Kilometer westlich des Tim Shea in den Florentine River.